# Gregorio Lavilla

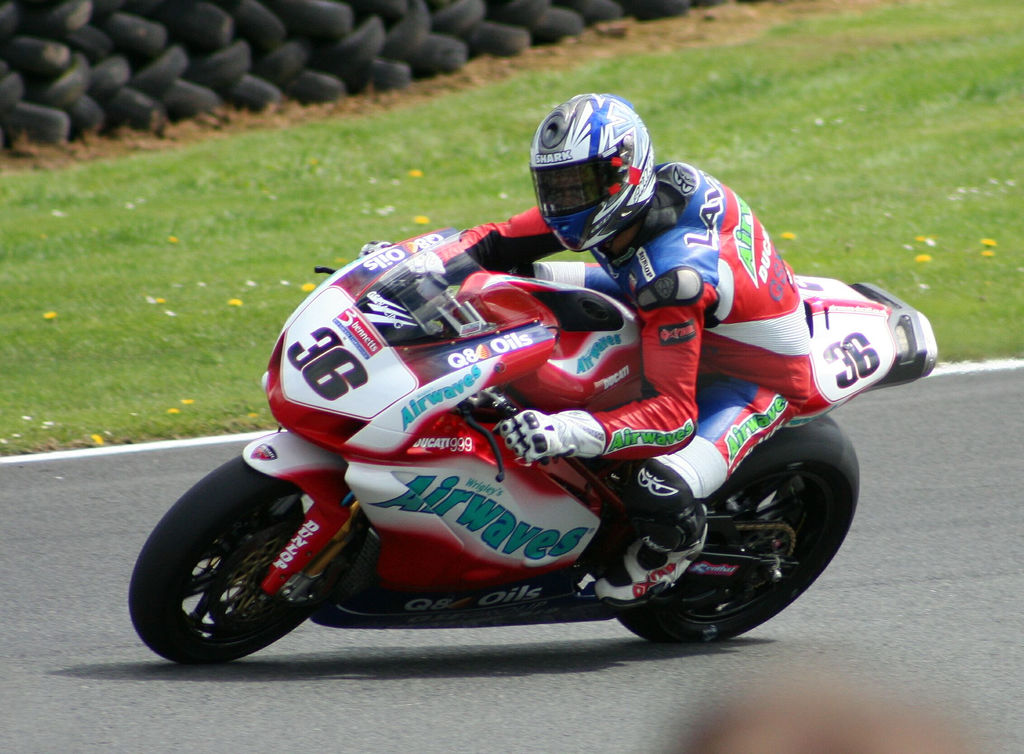
Lavilla i BSB-serien 2005

Gregorio Lavilla, född den 29 september 1973 i Hospitalet de l'Infant, Spanien, är en spansk roadracingförare.

## Roadracingkarriär
Lavilla började sent på den internationella scenen, och blev ordinarie i Superbike-VM först 1998. Sedan tillbringade han tre år för Kawasaki i serien, med en åttondeplats 1999 som bäst, innan han flyttade till Suzuki till 2002. Han tog sin hittills bästa placering i VM 2003 med en femte plats.
Efter ett mellanår med inhopp i både MotoGP och Brittiska Superbike, kontrakterades han på heltid av Ducati och deras toppteam Airwaves i den brittiska serien. Han blev mästare redan under sitt första år i serien 2005, och han stannade i teamet i två år till, och tog totalt 22 segrar i serien, men vann inte titeln igen. 2008 återvände Lavilla till VM för ett privat Hondateam. Han låg trettonde totalt med fyra race kvar att köra.